# Guerres anglo-powhatans
Les guerres anglo-powhatans sont une suite de guerres qui ont opposé les colons de la colonie anglaise de Virginie à la confédération amérindienne des Powhatans de 1610 à 1646.

## Les années avant le premier conflit
C'est en 1607 que la première colonie Jamestown fut fondée par les premiers Anglais venus d'Europe. La ville fut bâtie sur le territoire de plusieurs tribus amérindiennes formant la confédération Powhatan dont le chef, le weroance, était Wahunsenacawh surnommé chef Powhatan par les Anglais. Jamestown était placée au milieu d'une région marécageuse et rapidement les maladies et les insectes décimèrent les colons, qui ne survécurent que grâce à la bienveillance des Autochtones qui néanmoins leur demandèrent de quitter leur territoire. Mais les Anglais et leur chef John Smith continuèrent d'étendre leurs terres. En décembre 1607, celui-ci fut capturé par des Amérindiens commandés par Opchanacanough alors qu'il reconnaissait la région d'Orapax. Alors qu'il était sur le point d'être mis à mort, Smith fut sauvé par Pocahontas, la fille du chef amérindien, qui demanda à être exécutée aussi. Il est plus probable que ceci n'était qu'un coup monté qui ne visait qu'à influencer l'Anglais, qui promit de tenir ses promesses, et de se placer sous contrôle des Amérindiens.
Mais en 1608, après une récolte désastreuse, les Anglais (John Smith à leur tête), forcèrent les indigènes à leur livrer plus de nourriture. Il contacta également les tribus amérindiennes rivales de Powhatan qui se trouvaient autour de la baie de Chesapeake, et à l'été 1608, le capitaine Christopher Newport lança une expédition qui explora toute la région de la tribu des Monacans.
Au printemps 1609, la tribu de Paspahegh assiégea Jamestown, mais une trêve fut déclarée après la capture de leur chef Wowinchopunk.
Durant toute l'année 1609, les Anglais furent frappés par la famine. À l'automne, les Powhatans tendirent une embuscade et tuèrent le gouverneur John Ratcliffe. Une expédition fut envoyée par John Smith, commandée par John Martin, avec pour but de s'installer sur le territoire des Nansemonds où ils détruisirent notamment les sépultures amérindiennes. Puis le sous-gouverneur Francis West, envoyé par John Smith avec 120 hommes, avec pour mission de construire un fort en amont de la rivière James attaqua la tribu des Patawomecks puis s'enfuit en Angleterre.
En mai 1610, l'arrivée de Sir Thomas West (Lord de la Warr) entraina la première guerre anglo-powhatan. Le 9 juillet, il envoya le nouveau gouverneur Thomas Gates chasser les Kecoughtans de leur village. Le chef Powhatan envoya un ultimatum aux Anglais : soit ils quittaient la Virginie, soit il leur déclarait la guerre. Fou de rage, de la Warr coupa la main d'un prisonnier Paspahegh, et l'envoya au chef Powhatan.

## Première guerre anglo-powhatan
La première guerre anglo-powhatan s'est déroulée de 1610 à 1614.
Le 9 août 1610, de la Warr envoya 70 hommes commandés par George Percy attaquer la ville Paspahegh, considérée comme la capitale des Powhatans. Les Anglais rasèrent la ville et brulèrent tous les champs de maïs. Ils tuèrent entre 65 et 75 Amérindiens et ils capturèrent également l'épouse de Wowinchopunk, le chef des Paspaheghs, ainsi que ses enfants. Lors du retour par le fleuve à Jamestown, les enfants sont jetés par-dessus bord puis abattus. La femme du chef amérindien est, elle, décapitée à l'arrivée à la colonie. Les Paspaheghs ne se remirent jamais de cette attaque, et abandonnèrent leur ville. Une autre expédition menée par Samuel Argall contre les Warraskoyaks trouva leur ville déserte. Ils brulèrent néanmoins le village abandonné, ainsi que les cultures.
C'est donc avec cette attaque et l'infraction pour les Amérindiens de tuer les femmes et les enfants que débuta la guerre. En février 1611, Wowinchopunk est tué lors d'une escarmouche près de Jamestown. Quelques jours plus tard, les Amérindiens réussissent à attirer une partie des habitants du fort hors des palissades et à les tuer. En mai, le nouveau gouverneur, Sir Thomas Dale, change la stratégie anglaise en essayant de placer des forts dans toute la région. Partout les Anglais furent repoussés par les Nansemonds, sauf sur une île sur la rivière James, où ils fondèrent « la cité de Henricus ».
Aux alentours de Noël 1611, les Anglais s'emparèrent de la ville des Appomattocs, située à l'embouchure de la rivière qu'ils fortifièrent et renommèrent en « Nouvelle-Bermudes ».
Wahunsenacawh semblant incapable de faire face, c'est son frère cadet Opchanacanough qui prend le commandement.
En décembre 1612, Argall conclut la paix entre les colons et les Patawomecks. En avril 1613, il capture la propre fille du chef Powhatan, Pocahontas. Les Amérindiens demandèrent un cessez-le-feu. Pendant ce temps, les Anglais commencèrent à développer « City Point », qui deviendra plus tard Hopewell.
Les négociations de paix durèrent jusqu'en mars 1614. La paix est scellée avec le mariage entre Pocahontas et le colon John Rolfe. Une paix séparée est conclue avec la tribu Chickahominy.
En 1609, les Anglais ne détenaient que l'île de Jamestown. En 1614, ils contrôlaient une majeure partie de la rivière James et les tribus Kicoughtan et Paspehegh étaient définitivement détruites et deux autres, les Arrohattocs et les Quiockohannocks, avaient été dispersées.

## Deuxième guerre anglo-powhatan

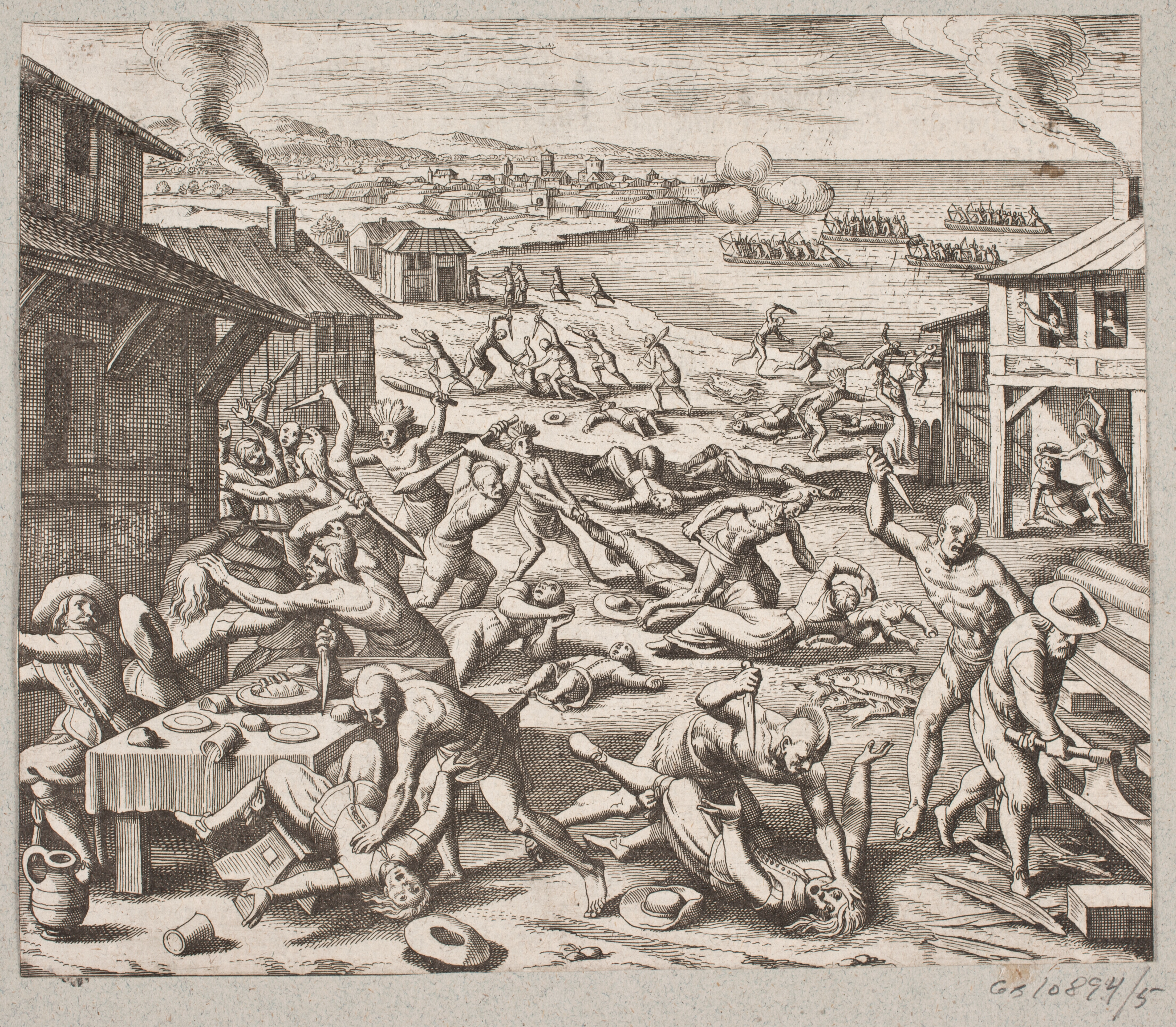
22 mars 1622 : massacre de Jamestown.

Opechancanough réussit à maintenir de bonnes relations avec la colonie dans les années qui suivirent le premier conflit. Le chef amérindien ayant même rencontré un ministre anglais, et son peuple était en voie de conversion au christianisme.
Puis le mardi 22 mars 1622, les Amérindiens, pour des raisons mal connues, attaquèrent la colonie de Jamestown, tuant 347 colons. Cette attaque marqua profondément les Anglais. En représailles, les Anglais et leurs alliés, les tribus Accomac et Patawomeck, s'attaquèrent principalement aux récoltes et brulèrent les villages des Chickahominys, des Nansemonds, des Warraskoyacks, des Weyanokes et des Pamunkeys. En 1623, Opechancanough, son peuple menacé par la famine, demande une trêve et des pourparlers sont organisés. Lors de ces pourparlers, sous l'ordre du gouverneur Francis Wyatt, le Dr John Potts, en plaçant un poison dans le vin qui est offert aux Amérindiens en signe d'amitié, empoisonna la majeure partie des chefs powhatans. Les derniers membres du groupe d'Amérindiens venus pour les pourparlers sont massacrés, Opechancanough réussit à s'échapper. Les Anglais attaquent ensuite les villages des tribus Chickahominy, Appomattoc, Nansemond et Weyanoke.
En 1624, 60 Anglais venus brûler des champs de maïs amérindiens sont repoussés par les 800 archers amérindiens rassemblés pour protéger les cultures.
Une pénurie de poudre en 1625 et 1627, permit aux Amérindiens de se regrouper. Mais à l'été 1627, les villages des Chickahominys, Appamattocs, Warraskoyaks, Weyanokes et Nansemonds sont de nouveau brulés.
Un cessez-le-feu est déclaré en 1628 mais en 1629, les hostilités reprennent jusqu'au 30 septembre 1632.

## Troisième guerre anglo-powhatan
Les 12 années de paix qui ont suivi ont permis aux Powhatans de se reconstruire. En 1644, toujours durant le règne d'Opechancanough, alors âgé de plus de 90 ans, les Amérindiens attaquent les colons de Virginie. Plus de 500 Anglais sont tués. Mais si en 1622, le tiers des colons avait été supprimé, en 1644, ces 500 colons ne représentaient que le dixième de la population totale.
Cette attaque a été suivie par un déferlement de violence sans précédent de la part des Anglais. En juillet, ils marchent sur les villages des Pamunkeys et des Chickahominys puis ravagent l'embouchure de la James où habitaient les tribus Appomattoc, Weyanoke, Warraskoyak, et Nansemond, puis massacrent deux autres tribus de la Caroline, les Chowanokes et les Secotans.
En février 1645, trois nouveaux forts sont construits : le Fort Charles en aval de la James, le Fort James sur le Chickahominy et le Fort Royal en aval de la York. En août le gouverneur William Berkeley prend d'assaut la dernière forteresse Powhatan. Opechancanough est capturé, ramené à Jamestown et égorgé. Tous les hommes de plus de 11 ans sont déportés à l'île de Tangier. Cette défaite, ainsi que la perte de leur chef, brisa définitivement toute combativité de la part des Powhatans. Les Anglais continuèrent à massacrer les tribus indigènes, et la confédération des Powhatans se désintégra. En mars 1646, les Anglais construisirent un quatrième fort, le Fort Henry sur Appomattox. Les colons contrôlaient maintenant toute la région.